# Night Moves (2013)
Night Moves ist ein US-amerikanisches Filmdrama aus dem Jahr 2013. Regie führte Kelly Reichardt, die zusammen mit Jonathan Raymond auch das Drehbuch schrieb.

## Handlung
Die drei Umwelt-Aktivisten Josh, Dena und Harmon planen, als symbolische Aktion gegen die Ausbeutung der Natur im US-Bundesstaat Oregon einen Staudamm zu sprengen. Trotz mehrerer unerwarteter Hindernisse scheint ihr Vorhaben nach Plan zu laufen: Sie kaufen ein gebrauchtes Motorboot, dazu Düngemittel zur Herstellung von Sprengstoff, platzieren das Boot mit 750 kg Sprengstoff sowie einem Zeitzünder direkt am Staudamm, mitten in der Nacht, um keine Menschen zu gefährden. Die Sprengung gelingt, und die Gruppe trennt sich wie verabredet sofort.
Das Geschehen ist natürlich am Tag darauf in allen Medien, zumal, von den dreien völlig unerwartet, ein Camper vermisst wird. Dessen Leiche wird einige Tage später aufgefunden, er hatte flussabwärts des Dammes am Ufer gezeltet und wurde von der Flutwelle des Dammbruchs mitgerissen.
Die Gewissheit, einen Menschen getötet zu haben, wenn auch unabsichtlich, trifft die drei ganz unterschiedlich. Der abgebrühte Harmon zeigt sich nicht weiter berührt und scheint das in Kauf genommen zu haben. Josh igelt sich ein und ist kaum noch ansprechbar. Dena gerät in eine Depression und macht, um sich zu erleichtern, einer Freundin gegenüber Andeutungen – es ist nur eine Frage der Zeit, bis sie es nicht mehr aushält. Aus Angst vor einem Geständnis von ihr besucht Josh sie, wobei die Situation schnell eskaliert, bis er sie schließlich erwürgt und anschließend untertauchen muss.
Der Film endet offen: Josh bewirbt sich als Verkäufer in einem Outdoor-Laden, um ein neues Leben zu beginnen. Er wirkt dabei vollkommen zerfahren.

## Uraufführung
Der Film hatte seine Uraufführung bei den Internationalen Filmfestspielen von Venedig 2013 im Wettbewerb am 31. August 2013.